# رون باس
رون باس (بالإنجليزية: Ron Bass)‏ هو مصارع محترف أمريكي، ولد في 21 ديسمبر 1948 في هاريسبورغ في الولايات المتحدة، وتوفي في 7 مارس 2017 في تامبا في الولايات المتحدة بسبب التهاب الزائدة الدودية.

## وصلات خارجية
- رون باس على موقع WrestlingData.com (الإنجليزية)
- رون باس على موقع CageMatch worker (الإنجليزية)
- رون باس على موقع قاعدة بيانات المصارعة على الإنترنت (الإنجليزية)
- رون باس على موقع عالم المصارعة على الإنترنت (الإنجليزية)